# Jobbik
Alianța Tinerilor de Dreapta—Mișcarea pentru o Ungarie mai bună (în maghiară Jobboldali Ifjúsági Közösség—Jobbik Magyarországért Mozgalom), pe scurt Jobbik, este un partid politic de dreaptă din Ungaria.

## Ideologie
În prezent, partidul se descrie ca fiind un partid modern conservator. Sondajul de opinie recent (28/02/2020) realizat de IDEA pentru Euronews , a fost analizat de politologul principal Balázs Böcskei și a interpretat că fostul partid naționalist, Jobbik și- a încheiat transformarea într-un partid al poporului centrist, iar baza de vot a fost schimbată, și acum este o circumscripție pro-UE predominant moderată.
Jobbik este un partid politic ungar care se definește pe sine ca fiind  în mod fundamental conservator, patriotic și creștin. A luat naștere dintr-o sciziune a Partidului Dreptății și Vieții  (MIÉP). 
Mișcarea pentru o Ungarie mai bună (Jobbik) este o mișcare care insistă asupra apărării identității istorice, creștinismului și culturii maghiare, familiei, precum și autoritarismului. Urmărește să apere mediul înconjurător și agricultura maghiară. Partidul Jobbik se declară contra „liberalismului sălbatic” și contra comunismului. Mișcarea denunță nedreptatea socială și cere o reprimare susținută a criminalității, atribuite țiganilor (romilor). Partidul consideră că situația demografică a Ungariei este gravă, pe punctul de a amenința supraviețuirea țării. Este brațul politic al miliției paramilitare Garda Maghiară.
Potrivit partidului Jobbik, învățământul moral și educația religioasă nu trebuie separate. Astfel, partidul Jobbik se opune avortului, în numele vieții umane și al demnității. Partid eurosceptic, antisemitic, antiimigrație, oponențiii săi îl califică drept xenofob, această xenofobie fiind îndreptată mai ales contra țiganilor (Sinti și Roma) și contra evreilor.
Partidul Jobbik este popular printre studenți și tineri.

### Organizații sub îndrumarea Jobbik
Mișcarea pentru o Ungarie mai bună (Jobbik), pe 25 august 2007 a oficiat o ceremonie în care a înființat o organizație paramilitară, Garda Maghiară. Cu această ocazie, primii membri ai Gărzii și-au depus jurământul.
Începând cu 2014, Jobbik a început a se redefini ca un partid al oamenilor conservatori și a schimbat elementele controversate ale comunicării sale. Conform Manifestului partidului pe liniile directoare ale unui viitor guvern, Jobbik reprezintă toți cetățenii și oamenii din Ungaria și își propune să construiască o identitate națională modernă, respingând șovinismul secolului XX. După alegerile parlamentare maghiare din 8 aprilie 2018, partidul a primit 1.092.806 de voturi, asigurând 19,06% din total, ceea ce l-a făcut cel de-al doilea partid major al Ungariei în Adunarea Națională.

## Conducători
- Gábor Vona: președintele mișcării Jobbik din 2006 până în 2018[10].
- Krisztina Morvai: europarlamentar (din 2009); profesoară reputată de drept penal, avocat, feministă angajată mai ales contra violențelor conjugale, fostă funcționară a ONU, în domeniul drepturilor femeilor, ea a condus o anchetă privitoare la situația femeilor din Palestina; fostul său soț, György Baló, de care a divorțat în iulie 2011[11], este un reputat realizator de emisiuni culturale, la Televiziunea Maghiară. Krisztina Morvai se prezintă în fruntea listei prezentate de mișcarea Jobbik pentru alegerile europene.
- Tamás Sneider: președintele mișcării Jobbik din 2018 până în 2020[12]
- Péter Jakab: președintele mișcării Jobbik din 2020 până în 2022
- Márton Gyöngyösi: președintele mișcării Jobbik din iulie 2022

## Cronologie
- În anul 2003, Mișcarea pentru o Ungarie mai bună (Jobbik) se constituie ca partid politic.
- În 2004, Jobbik nu participă la primele alegeri europene organizate în Ungaria, datorită opoziției sale la aderarea Ungariei la Uniunea Europeană.
- În aprilie 2006, Jobbik participă la o coaliție de partide naționaliste (A treia Cale [13]), cu MIÉP, pentru alegerile legislative. Împreună, obțin 2,2% din voturi.
- În august 2007, Jobbik are inițiativa constituirii Gărzii Maghiare, asociație de tip para-militar care provoacă un mare scandal în Ungaria. Garda este denunțată de guvernul maghiar, precum și de partidele de stânga, în timp ce opoziția conservatoare preferă să nu-și exprime atitudinea față de acest subiect. Garda Maghiară primește sprijinul unor personalități politice cunoscute, precum sunt fostul ministru al Apărării, Lajos Für și deputata conservatoare Maria Wittner.
- În ianuarie 2009, la alegerile legislative parțiale desfășurate la Budapesta, mișcarea Jobbik obține 8,5% din voturi.
- În ianuarie 2009, Gabor Vona, președintele mișcării Jobbik, anunță că doamna Krisztina Morvai, profesoară reputată în domeniul drepturilor omului și avocat, feministă, se va prezenta în fruntea listei partidului pentru alegerile europene. Potrivit sondajelor organizate în ianuarie 2009, dacă alegerile ar avea loc duminica viitoare, doamna Krisztina Morvai ar obține 10-15% din voturi.
- La alegerile europarlamentare din iunie 2009, mișcarea de extremă-dreaptă Jobbik a obținut trei din cele 22 de locuri ale Ungariei în Parlamentul European.
- Pe data de 2 iulie 2009, Curtea de Apel Budapesta a hotărât [14], în mod definitiv și irevocabil, scoaterea în afara legii a Gărzii Maghiare.
- În octombrie 2009, în timpul celui de-al șaselea Congres al partidului Jobbik, a fost creată Alianța Mișcărilor Naționale Europene destinată să unească partidele naționaliste din Europa[15].
- La alegerile parlamentare din Ungaria, care au avut loc în primăvara anului 2010, Jobbik a obținut un număr de 855.436 de voturi, adică 16.67% din voturi. Partidului Jobbik îi revin 47 de locuri[16] în Parlamentul Maghiar.